# Меловая флора
Меловая флора — самый молодой филиал Украинского степного природного заповедника.

## Особенности
Заповедник состоит из двух участков общей площадью 1134 га, расположенных к западу и востоку от села Кривая Лука Краматорского района Донецкой области. Статус заповедника присвоен распоряжением Совета Министров УССР от 14 июля 1988 года № 310-р и распоряжением Президента Академии Наук УССР № 2262 от 13 декабря 1988 года.
Заповедные площади расположены на крутом правом берегу реки Северский Донец и представляют едва ли не единственное место в стране, где в удовлетворительном состоянии сохранилась растительность, произрастающая на почвах, сформировавшихся на меловых породах.
Около трети территории заповедника занимают леса, площадь которых почти поровну распределяются между сосной меловой и байрачными дубравами. Всего здесь произрастает 490 видов сосудистых растений. 13,4 % территории заповедника составляют боры, 10,7 % — байрачные леса, 28 % — разреженные растительные группы меловых отложений, 32,5 % степные растения, 7,5 % — другие.
Среди других филиалов Украинского степного заповедника, пейзажам которых присуща преимущественно жёлто-зелёная цветовая гамма, Меловая флора, особенно на крутых склонах долины Северского Донца, отличается бело-зелёной окраской. Её обусловливают мощные пласты меловых отложений, накопившихся в Донецком бассейне около 70-90 млн лет назад. Часть растений в заповеднике занесены в Красную книгу Украины. Среди них — меловая сосна, Птицемлечник Буше, прострел, тюльпан дубравный, дрок донской, рябчик русский.
Меловая флора — единственный участок на Украине, где взяты под охрану естественные боры с меловой сосной.
Это уникальное для ботаники место. Здесь растения, которые во всём мире встречаются только на меловых обнажениях, растут вместе с растениями горных, хвойных и широколиственных лесов.
Экскурсии в заповеднике не проводятся, так как он используется только с природоохранной и научно-исследовательской целями.